# Ernest Labrousse

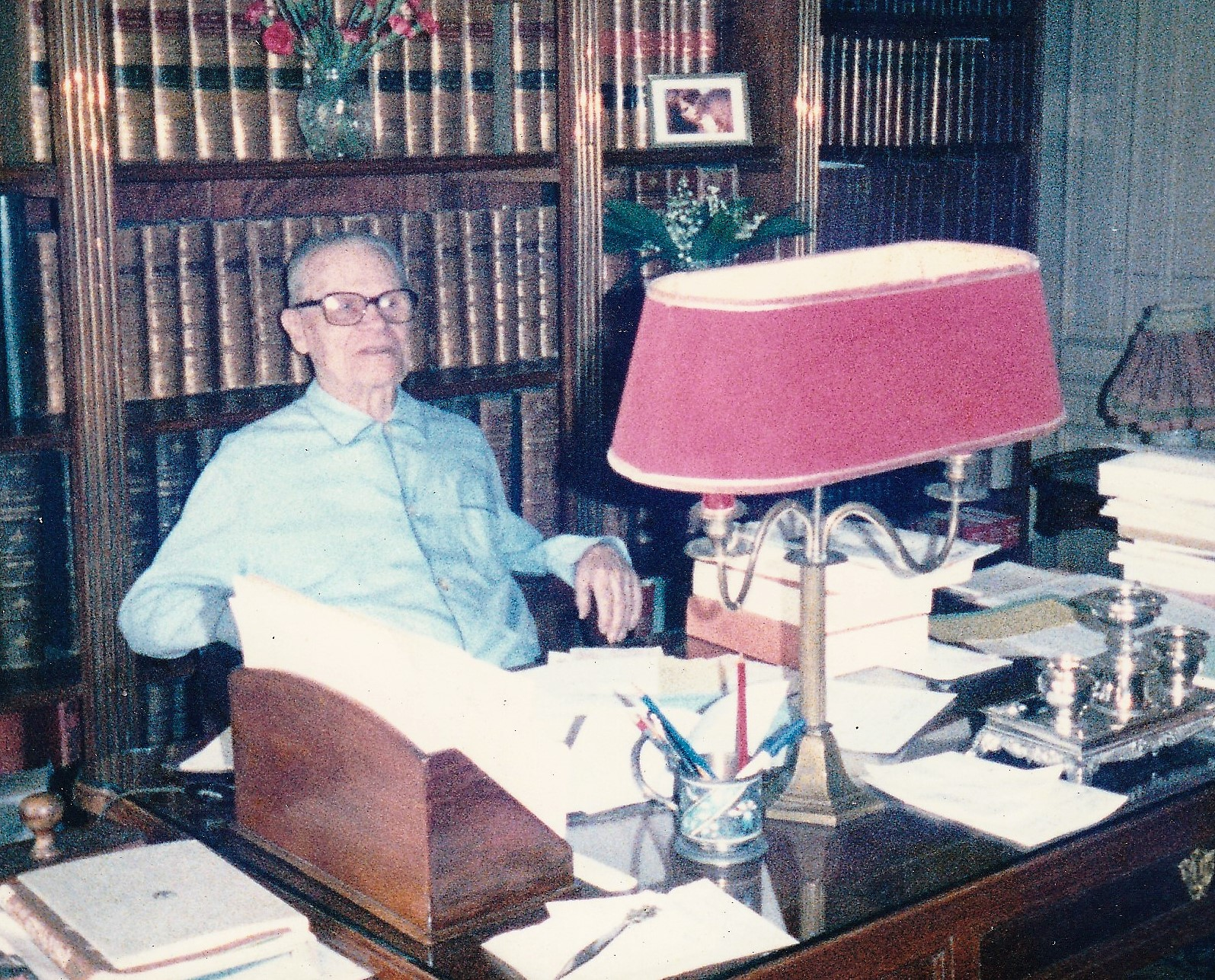
Ernest Labrousse

Ernest Labrousse (* 16. März 1895 in Barbezieux-Saint-Hilaire; † 24. Mai 1988 in Paris) war ein französischer Historiker für Sozial- und Wirtschaftsgeschichte. Obwohl er mit der Annales-Schule zusammenarbeitete, war er kein Mitglied.

## Leben und Werk
Er stammte aus einer Handwerkerfamilie und studierte Geschichte an der Sorbonne bei François-Alphonse Aulard mit dem DEA Abschluss 1913. Nach dem Ersten Weltkrieg studierte er Jura mit dem Abschluss als Anwalt und promovierte über die sozialrevolutionäre Gesetzgebung 1789 bis 1791. Er wandte sich ab etwa 1926 unter dem Einfluss von François Simiand der Wirtschaftsgeschichte zu. Nach dem Krieg wurde er Nachfolger von Marc Bloch an der Sorbonne, auf dessen Einfluss hin er schon 1938 Directeur d’études in der vierten Sektion der École pratique des hautes études geworden war. Als Betreuer verschiedener Dissertationen war er eine zentrale Figur für jüngere Historiker der Annales-Schule, zugleich war er in dieser jedoch nur randständige Person. Zu seinen Schülern zählen Emmanuel Le Roy Ladurie, Pierre Vilar und Alain Corbin. Er brachte der Annales-Schule statistische Methoden sowie marxistische Ideen näher.
Nach seinem Modell beruht geschichtlicher Ablauf auf den drei Determinanten Wirtschaft, Gesellschaft und Mentalität. Er war es, der quantitative Methoden in die Geschichtswissenschaft einführte. So erarbeitete er z. B. aus vorhandenen Daten die Brotpreise in Paris am Vorabend der Französischen Revolution und stellte fest, dass sie zur Zeit der Erstürmung der Bastille am höchsten waren.
1979 wurde Labrousse zusammen mit Giuseppe Tucci der Balzan-Preis für Geschichte verliehen. 1964 wurde er Ehrendoktor in Krakau. 1977 wurde er zum korrespondierenden Mitglied der British Academy gewählt.
Er war bei den französischen Sozialisten und zeitweise bei den Kommunisten politisch aktiv, schrieb für L’Humanité und leitete La Revue socialiste. 1982 wurde er als Nachfolger von Albert Soboul Präsident der Société des études robespierristes, den Herausgebern der Annales historiques de la Révolution française.

## Schriften
- Esquisse du mouvement des prix et des revenus en France au XVIIIe siècle, 2 Bände, Paris: Dalloz, 1932
- La Crise de l’économie française à la fin de l’ancien régime et au début de la Révolution, Paris: PUF, 1943
- Histoire économique et sociale de la France, 3 Bände, Paris: PUF, 1970–1979